# Mołdawianie
Mołdawianie (rum. Moldoveni; w cyrylicy urzędowo dziś używanej w Naddniestrzu Молдовень) – naród romański zamieszkujący głównie Republikę Mołdawii oraz Naddniestrzańską Republikę Mołdawską 2,7 mln (1989), częściowo Ukrainę i Rumunię; jest ich ogółem około 10 milionów.

## Nazwa i jej znaczenie
Obecnie pod pojęciem Mołdawianie rozumie się:
1. Naród zamieszkujący przede wszystkim Republikę Mołdawii i Naddniestrzańską Republikę Mołdawską.
2. Rumuńską grupę etniczną
3. Mieszkańców historycznego terytorium Hospodarstwa Mołdawskiego (obszary między Karpatami Wschodnimi a Dniestrem i między Morzem Czarnym a Czeremoszem).

### Mołdawianie a Rumuni
Główna część terytorium historycznej Mołdawii znajduje się obecnie w Rumunii. Na obszarze tym tożsamość narodowa Mołdawian niemal zupełnie uległa rumuńskiej. Natomiast na terytorium dzisiejszej Republiki Mołdawii różnice istniejące między Mołdawianami a Rumunami nie są wyraźne. Wielu ludzi określa siebie (autoidentyfikuje etnicznie) jako Mołdawianie i Rumuni jednocześnie. Mołdawianie różnią się od Rumunów tradycją własnej państwowości, bogatszym rosyjskim dziedzictwem kulturowym oraz niektórymi cechami językowymi: akcentem, większą archaicznością gramatyki i słownictwa oraz większym zasobem słów pochodzenia słowiańskiego. W Mołdawii do 1991 roku – a w Naddniestrzu do dzisiaj – używa się do zapisywania cyrylicy, w Rumunii – alfabetu łacińskiego. Część Mołdawian mówi po rosyjsku i ukraińsku.
Problem uznania Mołdawian za odrębny naród (i zarazem mołdawskiego jako osobnego języka) zwłaszcza w Rumunii i Mołdawii wzbudza wiele emocji. Przed powstaniem Mołdawskiej Autonomicznej Socjalistycznej Republiki Radzieckiej w 1924 roku, mołdawska świadomość narodowa niemal całkowicie uległa rumuńskiej ideologii narodowej. Obywatele historycznego obszaru państwa mołdawskiego w znacznej mierze identyfikowali się z Rumunią.
Po I wojnie światowej i upadku Imperium Rosyjskiego w 1917 roku Besarabia ogłosiła niepodległość jako Mołdawska Republika Demokratyczna i w czerwcu 1918 roku zjednoczyła się z Rumunią. W latach 1918–1940 cała Mołdawia należała do Królestwa Rumunii. Władze rumuńskie, przyłączywszy Besarabię do Rumunii, przeprowadzały planową rumunizację zyskanych obszarów. W chwili przyłączenia do Rumunii Besarabia była jej najbiedniejszym regionem. Nowe władze dość skutecznie zwalczały analfabetyzm – poziom alfabetyzacji wzrósł z 19% do 55%, a także modernizowały region; mimo tego dochodziło do nadużyć władz i tarć społecznych. W celu przerwania więzi łączących Besarabię z Rumunią władze sowieckie sztucznie „wzbudzały” tożsamość narodową Mołdawian na terenie całego ZSRR (mołdawianizm).
W konsekwencji paktu Ribbentrop-Mołotow, po klęsce Francji, sojusznika Rumunii, po dwudziestoczterogodzinnym ultimatum rządu ZSRR wystosowanym 26 czerwca 1940 wobec rządu Rumunii z żądaniem natychmiastowego opuszczenia terytorium północnej Bukowiny i Besarabii przez wojsko i władze rumuńskie, opuszczone terytorium okupowała po przeprowadzonej w dniach od 28 czerwca do 3 lipca 1940 ewakuacji ludności rumuńskiej Armia Czerwona, a następnie 2 sierpnia anektował je ZSRR w formie Mołdawskiej SRR ze stolicą w Kiszyniowie.
Po ataku III Rzeszy na ZSRR, Rumunia jako państwo sprzymierzone z hitlerowskimi Niemcami odzyskała Besarabię, a nawet zajęła tereny etnicznie nierumuńskie na wschód od Dniestru, tzw. Transnistrię. Po przegranej wojnie Rumunia ponownie zmuszona została do oddania ZSRR Besarabii. W ciągu kilku lat (1939-1945) obszar ten trzykrotnie zmieniał przynależność państwową. Ostatecznie z większej części Besarabii i skrawka Transnistrii reaktywowano Mołdawską SRR. Południowa Besarabia (Budziak) oraz północna Bukowina przypadła Ukraińskiej SRR. Zmiany terytorialne nie odzwierciedlały historycznych granic Mołdawii, co spowodowało późniejsze konflikty trwające do dziś w tzw. Naddniestrzu.
W okresie pieriestrojki w Mołdawii powstał silny ruch narodowy, któremu przewodził Front Ludowy Mołdawii i który domagał się ustanowienia języka mołdawskiego (rumuńskiego) jedynym językiem urzędowym w Mołdawskiej SRR, a także głosił szowinistyczne hasła wymierzone w Rosjan, Gagauzów i Żydów. Po wprowadzeniu postulatów Frontu w sprawie języka w życie, zaczął on domagać się zjednoczenia Mołdawii z Rumunią, co jednak okazało się żądaniem niepopularnym w społeczeństwie Mołdawii. W niepodległej Mołdawii zdeklarowani Rumuni są mniejszością narodową (2% 2004), podczas gdy obywatele deklarujący się jako Mołdawianie stanowią 75,8% populacji kraju.

## Terytorium etniczne

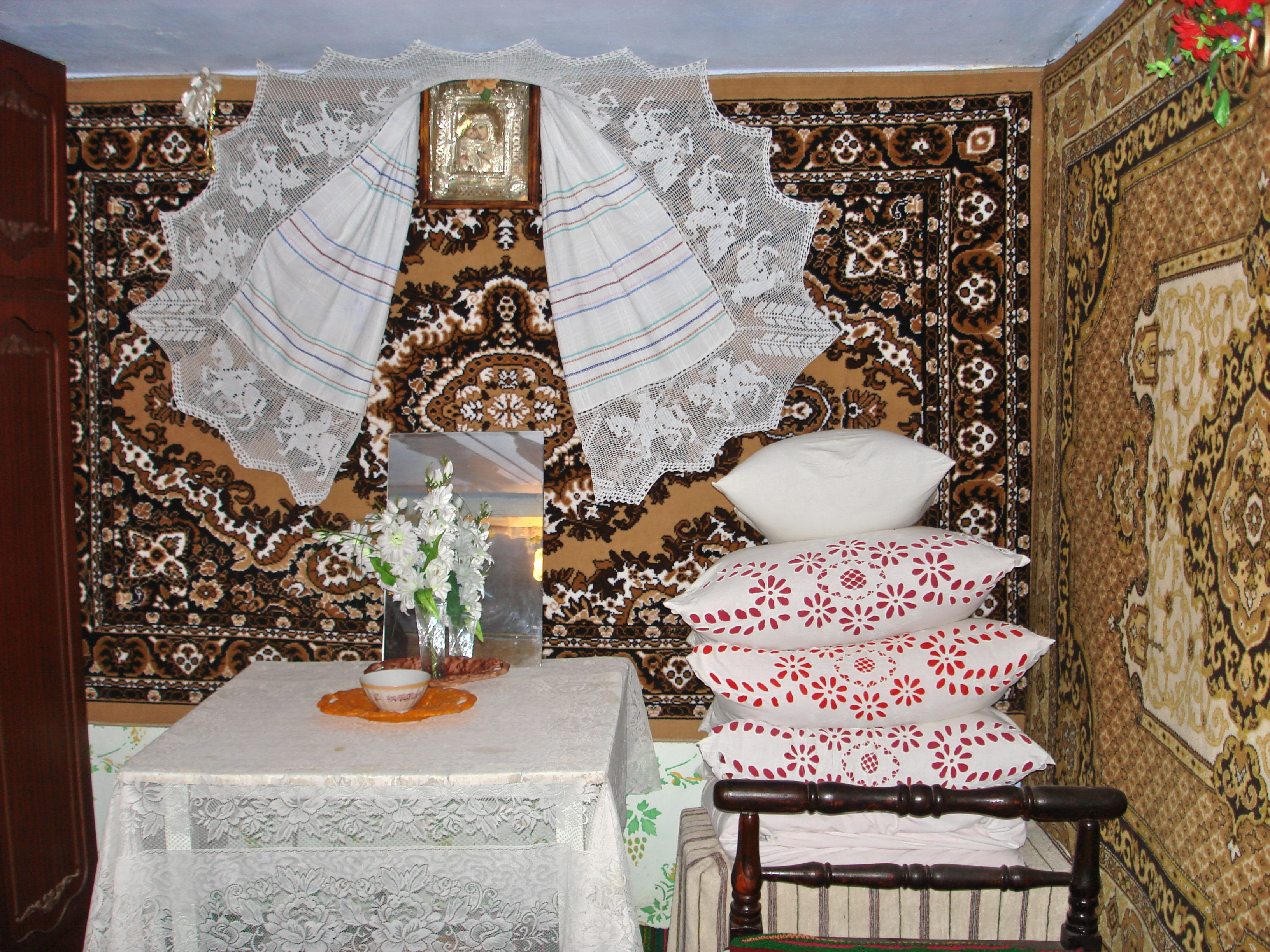
Izba w mołdawskim wiejskim domu

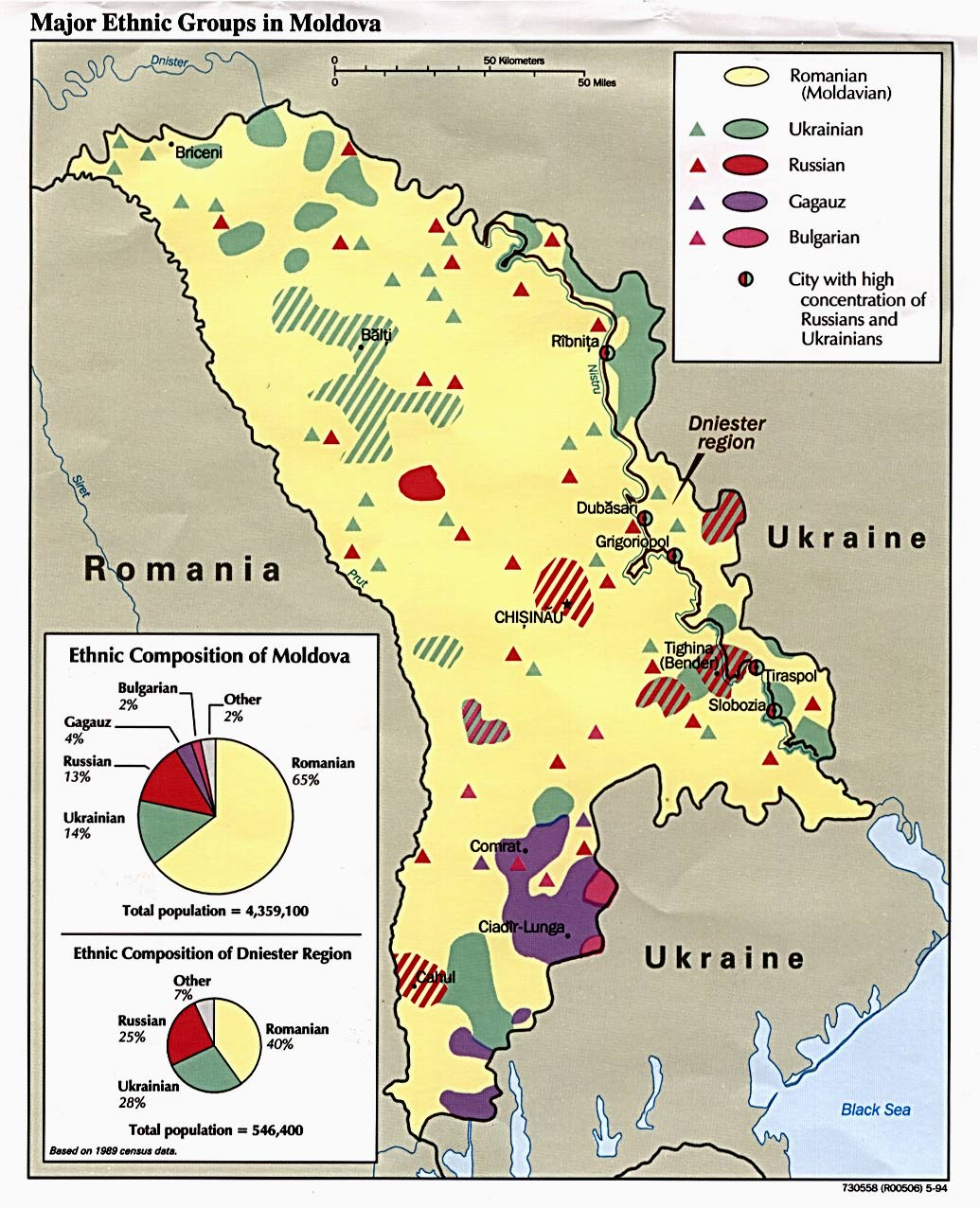
Mapa etniczna Republiki Mołdawii. Mapa opracowana na zlecenie rządu USA.

Mołdawianie, pomijając Mołdawię, Naddniestrze i Rumunię, są ludnością autochtoniczną na Ukrainie (w regionach historycznych: Bukowina, Podole, Zaporoże, Budziak). Tradycyjnymi krajami docelowymi emigracji Mołdawian w przeszłości były: Polska (szczególnie województwo ruskie ze stolicą we Lwowie – dziś Ukraina), Rosja, Grecja, Carogród (Stambuł), Paryż, Siedmiogród i Budapeszt. Dziś Mołdawianie najczęściej emigrują do Rumunii, Rosji, Włoch, Francji, Hiszpanii i Portugalii.

## Etnogeneza
Mołdawianie są potomkami ludów trackich, wschodniosłowiańskich i wołoskich. Proces formowania się narodowości mołdawskiej przebiegał od XIII do XV w., zamieszkująca te tereny ludność pochodzenia słowiańskiego przemieszała się z napływającymi pasterskimi ludami wołoskimi. Kultura Mołdawii kształtowała się pod wpływem kultury bizantyjskiej, rosyjskiej, zachodnioeuropejskiej i w mniejszym stopniu tureckiej oraz polskiej.
Większość Mołdawian wyznaje prawosławie, proces chrystianizacji rozpoczął się w IX w.

## Statystyki
Mołdawianie na tle populacji niektórych państw

### Mołdawia
| Rok  | Liczba (w tys.) | %    |
| ---- | --------------- | ---- |
| 1989 | 2833,415        | 65   |
| 2004 | 2564,849        | 75,8 |

W Mołdawii od 1989 r. nieustannie rośnie liczba Mołdawian w stosunku do reszty ludności, przy czym całkowita populacja państwa w przebiegu lat 1989–2004 zmalała o 22,38%.

### Mołdawia naddniestrzańska
| Rok  | Liczba (w tys.) | %     |
| ---- | --------------- | ----- |
| 1989 | 218,56          | 40%   |
| 2004 | 177,156         | 31,9% |

W Naddniestrzu w przeciągu lat 1989–2004 liczba Mołdawian w stosunku do reszty ludności zmalała o ok. 8%, przy czym całkowita populacja kraju wzrosła o 1,6%.

### Ukraina
| Region administracyjny       | Liczba (w tysiącach) | %      |
| ---------------------------- | -------------------- | ------ |
| Autonomiczna Republika Krymu | 3,7                  | 0,2%   |
| Obwód winnicki               | 2,9                  | 0,1%   |
| Obwód dniepropietrowski      | 4,4                  | 0,12%  |
| Obwód doniecki               | 7,2                  | 0,15%  |
| Obwód żytomierski            | 1,4                  | 0,1%   |
| Obwód zaporoski              | 1,5                  | 0,1%   |
| Obwód iwanofrankowski        | 0,6                  | < 0,1% |
| Obwód kijowski               | 1,5                  | 0,1%   |
| Obwód kirowogradzki          | 8,2                  | 0,7%   |
| Obwód ługański               | 3,3                  | 0,1%   |
| Obwód mikołajowski           | 13,2                 | 1,0%   |
| Obwód odeski                 | 123,8                | 5,0%   |
| Obwód połtawski              | 2,5                  | 0,2%   |
| Obwód rówieński              | 0,4                  | 0,03%  |
| Obwód sumski                 | 0,8                  | 0,1%   |
| Obwód charkowski             | 2,5                  | 0,09%  |
| Obwód chersoński             | 4,2                  | 0,4%   |
| Obwód czerkaski              | 1,6                  | 0,1%   |
| Obwód czerniowiecki          | 67,2                 | 7,3%   |
| miasto Kijów                 | 1,9                  | 0,1%   |
| miasto Sewastopol            | 0,8                  | 0,2%   |

Na Ukrainie żyje obecnie około 409 tys. Mołdawian i Rumunów. Na zachodzie państwa, szczególnie w Obwodzie czerniowieckim, przeważa rumuńska tożsamość narodowa, na południu i wschodzie – mołdawska.

### Rosja
| Region administracyjny | Liczba (w tys.) |
| ---------------------- | --------------- |
| Obwód moskiewski       | 10,418          |
| Obwód rostowski        | 7,599           |
| Kraj krasnojarski      | 6,537           |

W Rosji w 2004 roku żyło około 173 tysięcy Mołdawian. Dane umieszczone w tabelce pochodzą tylko z trzech regionów państwowych. W Rosji nad rumuńską dominuje mołdawska tożsamość narodowa. Mołdawianie emigrują do Rosji przeważnie w celach zarobkowych i są zazwyczaj skupieni w wielkich miastach.

### Kazachstan
| Rok  | Liczba (w tys.) | %     |
| ---- | --------------- | ----- |
| 1959 | 15,000          | 0,2%  |
| 1970 | 26,000          | 0,2%  |
| 1979 | 30,000          | 0,2%  |
| 1989 | 33,000          | 0,2%  |
| 1999 | 19,458          | 0,13% |

### Rumunia
W Rumunii nie powstały do tej pory żadne urzędowe statystyki, które by uwzględniały mołdawską narodowość.

## Znani Mołdawianie
- Naukowcy: Dymitr Kantemir, Vasile Stati
- Piosenkarze: Natalia Barbu, Arsenie Todiraș
- Pisarze: Grigore Ureche, Miron Kostyn, metropolita Dosyteusz, Dymitr Kantemir, Mihai Eminescu, Mihail Sadoveanu, Ion Druță
- Politycy: Grigore Kotowski (Grigore Chotovschi), Michaił Frunze (Mihail Frunză), Mircea Snegur, Petru Lucinschi, Władimir Woronin
- Sportowcy: Wiktor Bołogan
- Władcy: Bogdan I, Stefan Wielki, Dymitr Kantemir, Antioch Kantemir

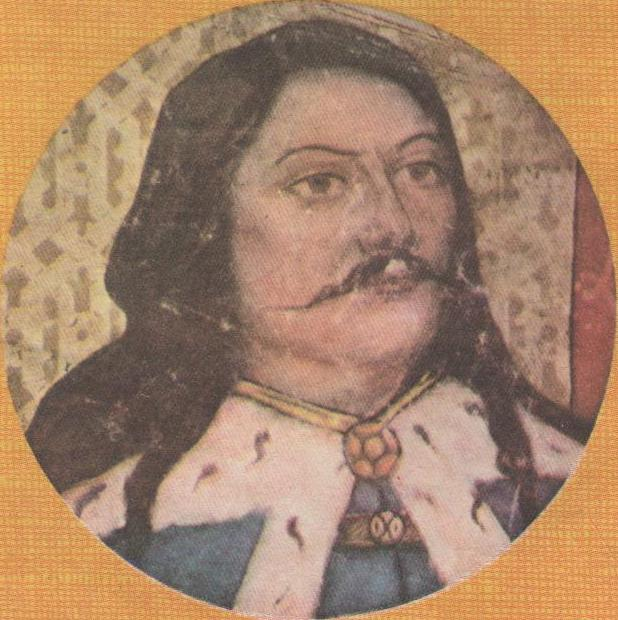
Bogdan I. Portret pędzla Pierre’a Balleta
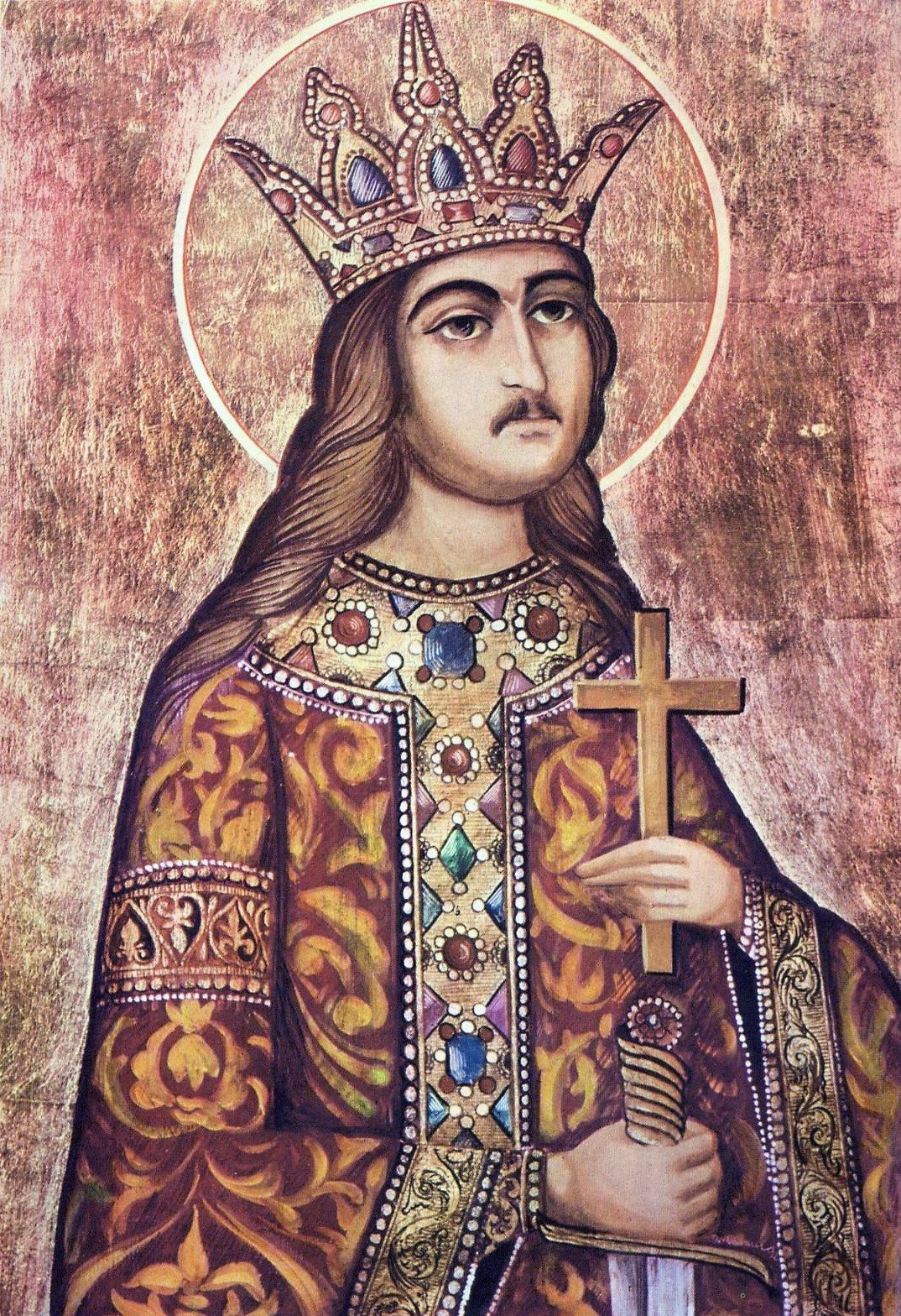
Stefan Wielki
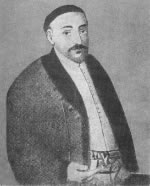
Miron Kostyn
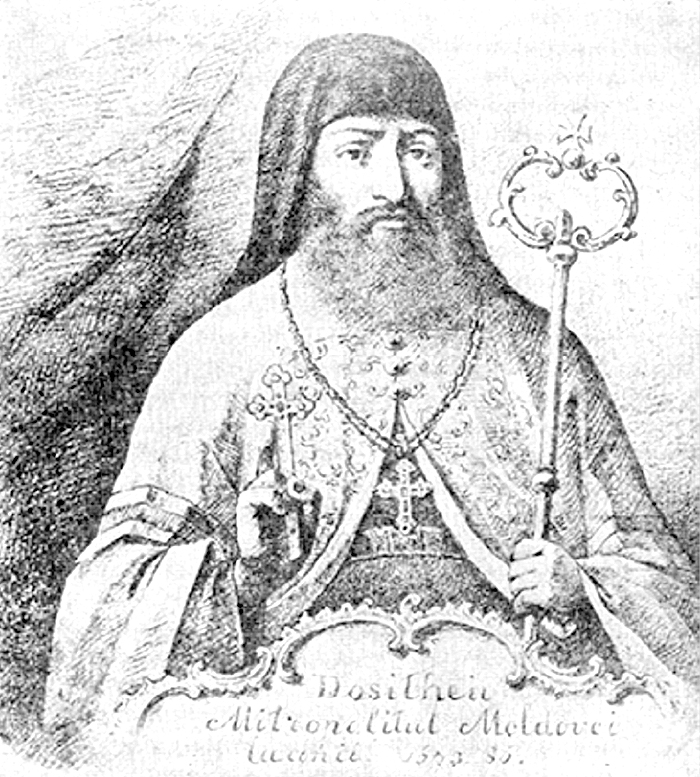
Dosyteusz
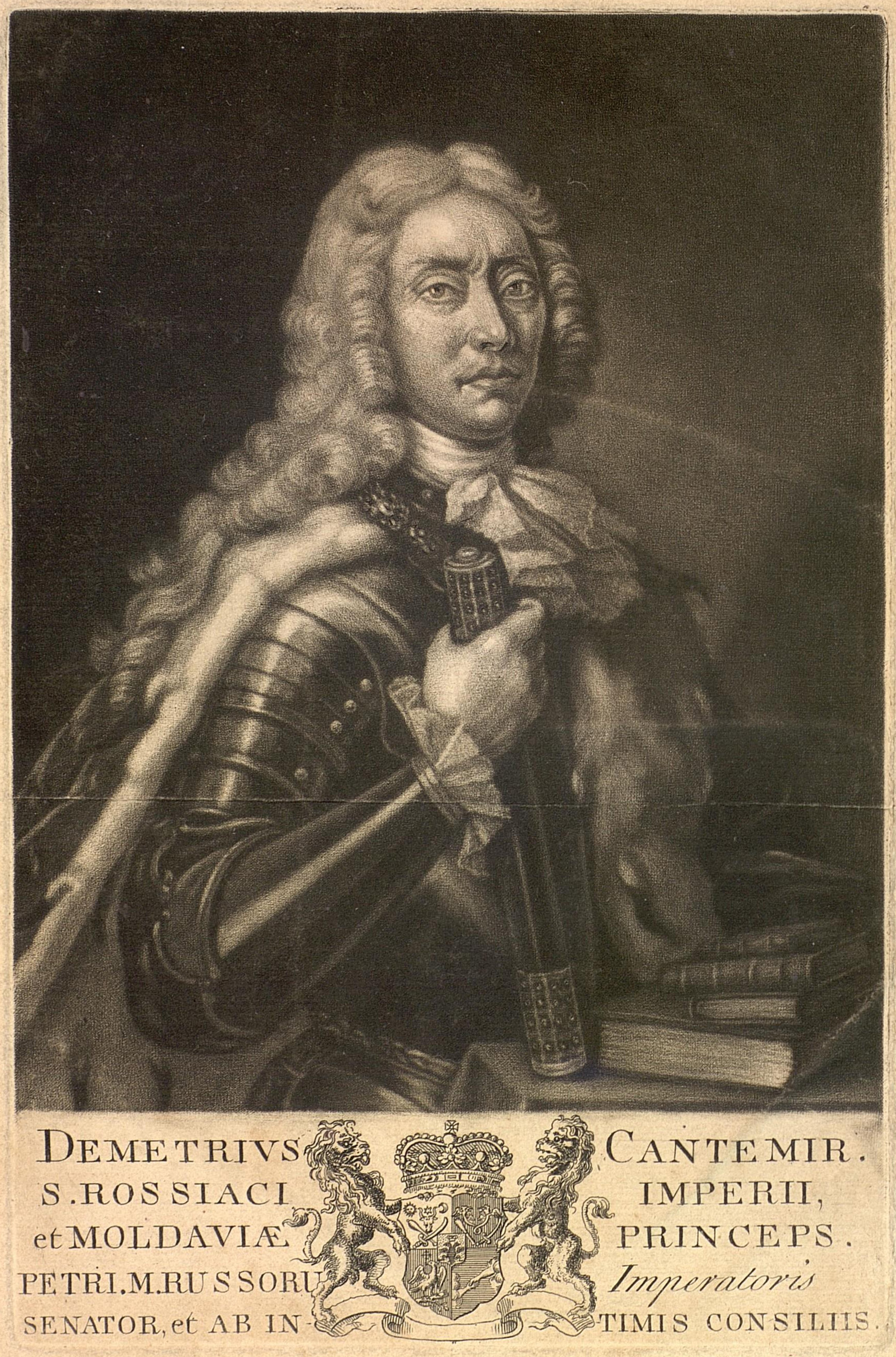
Dymitr Kantemir
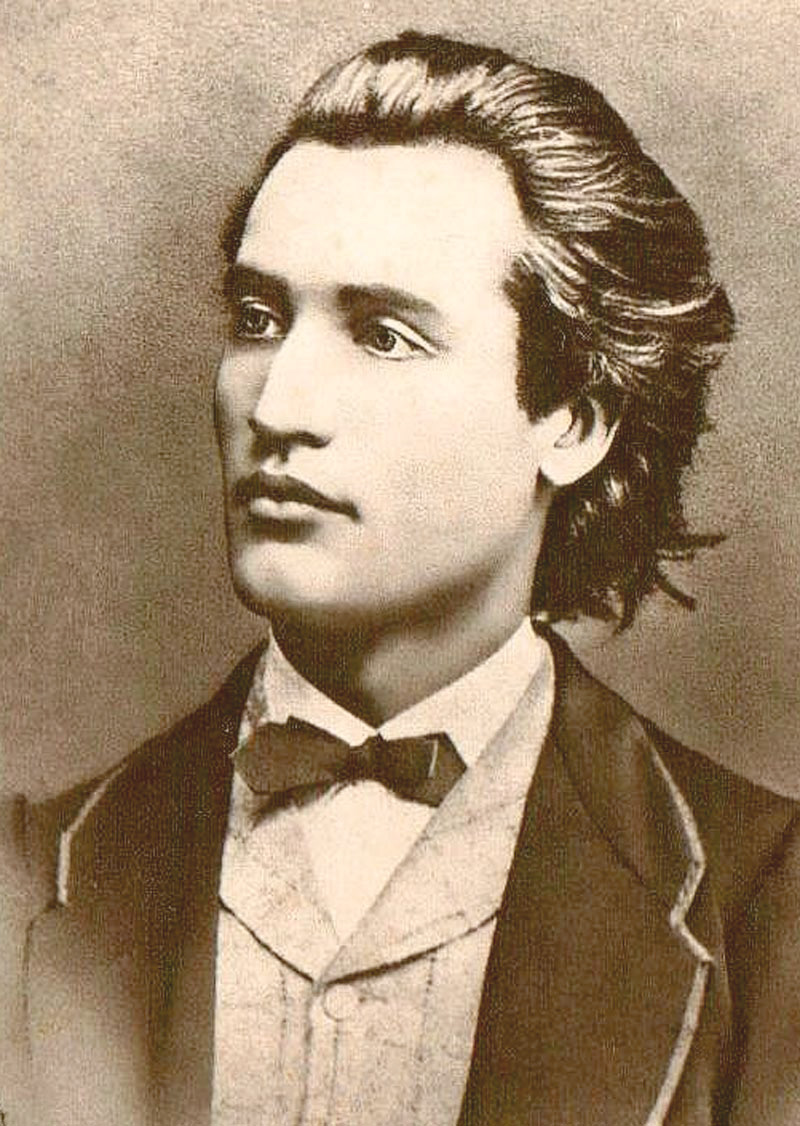
Mihai Eminescu
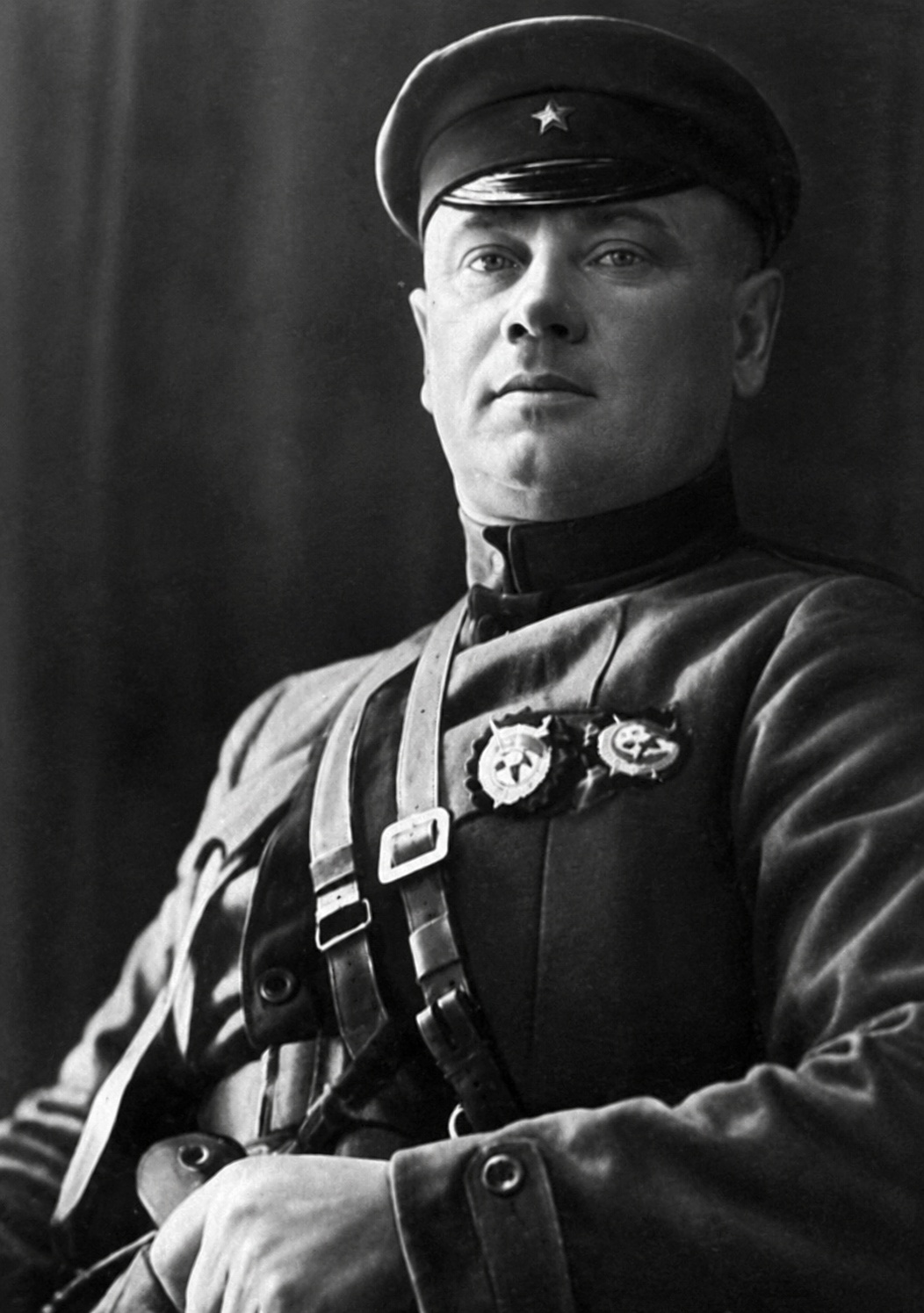
Grigore Kotowski
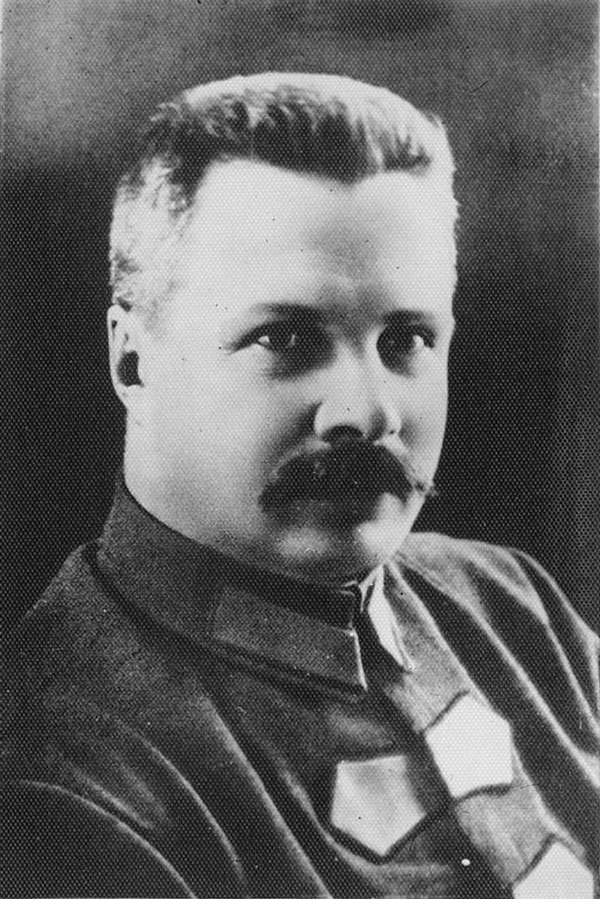
Michaił Frunze
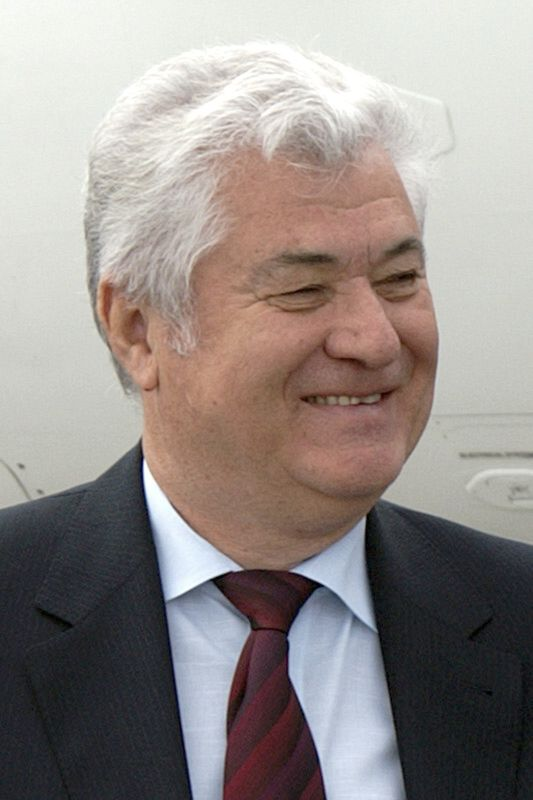
Vladimir Voronin
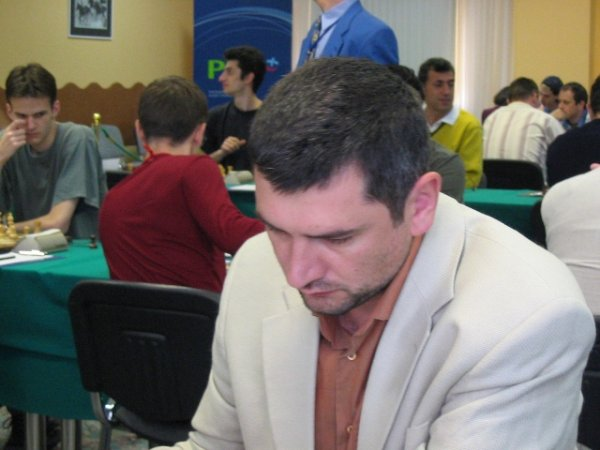
Wiktor Bołogan

## Strony oficjalne
- Oficjalna strona internetowa Republiki Mołdawii
- Oficjalna strona internetowa Mołdawskiej Republiki Naddniestrza (ang. • ros.)